# Culex adami
Culex adami är en tvåvingeart som först beskrevs av Hamon och Mouchet 1955.  Culex adami ingår i släktet Culex och familjen stickmyggor. Inga underarter finns listade i Catalogue of Life.